# Hohenseefeld
Hohenseefeld ist ein Ortsteil der Gemeinde Niederer Fläming im Landkreis Teltow-Fläming in Brandenburg. Bis zum 1. August 2002 war Hohenseefeld eine eigenständige Gemeinde.

## Geografie
Hohenseefeld liegt etwa zehn Kilometer westlich von Dahme in der Mark im Baruther Urstromtal und am Nordrand des Niederen Fläming, sowie an der Bundesstraße 102, die in Nordwest-Südost-Richtung Jüterbog mit Dahme verbindet und weiter nach Luckau führt.
Von den umliegenden Ortschaften gehören zu anderen Gemeinden der Dahmer Ortsteil Niebendorf-Heinsdorf im Norden, Ihlow im Südosten und der zur Gemeinde Ihlow gehörende Ortsteil Illmersdorf im Osten. Benachbarte Ortsteile der Gemeinde Niederer Fläming sind Herbersdorf und Wiepersdorf im Süden, Nonnendorf im Westen sowie Waltersdorf im Nordwesten.

## Ortslage
Das Dorf Hohenseefeld besteht aus zwei Straßendörfern mit je einer eigenen Dorfkirche, deren Dorfstraßen in Nordsüdrichtung verlaufen: Das eigentliche Hohenseefeld liegt östlich des Ihlower Grabens, des stärksten Zulaufs des Schweinitzer Fließes. Seine Dorfstraße heißt Hauptstraße und ist Teil der Straße von Heinsdorf nach Herbersdorf. Westlich des Grabens erstreckt sich entlang der Niederseefelder Straße der Dorfteil Niederseefeld.

## Geschichte

### 13. bis 15. Jahrhundert

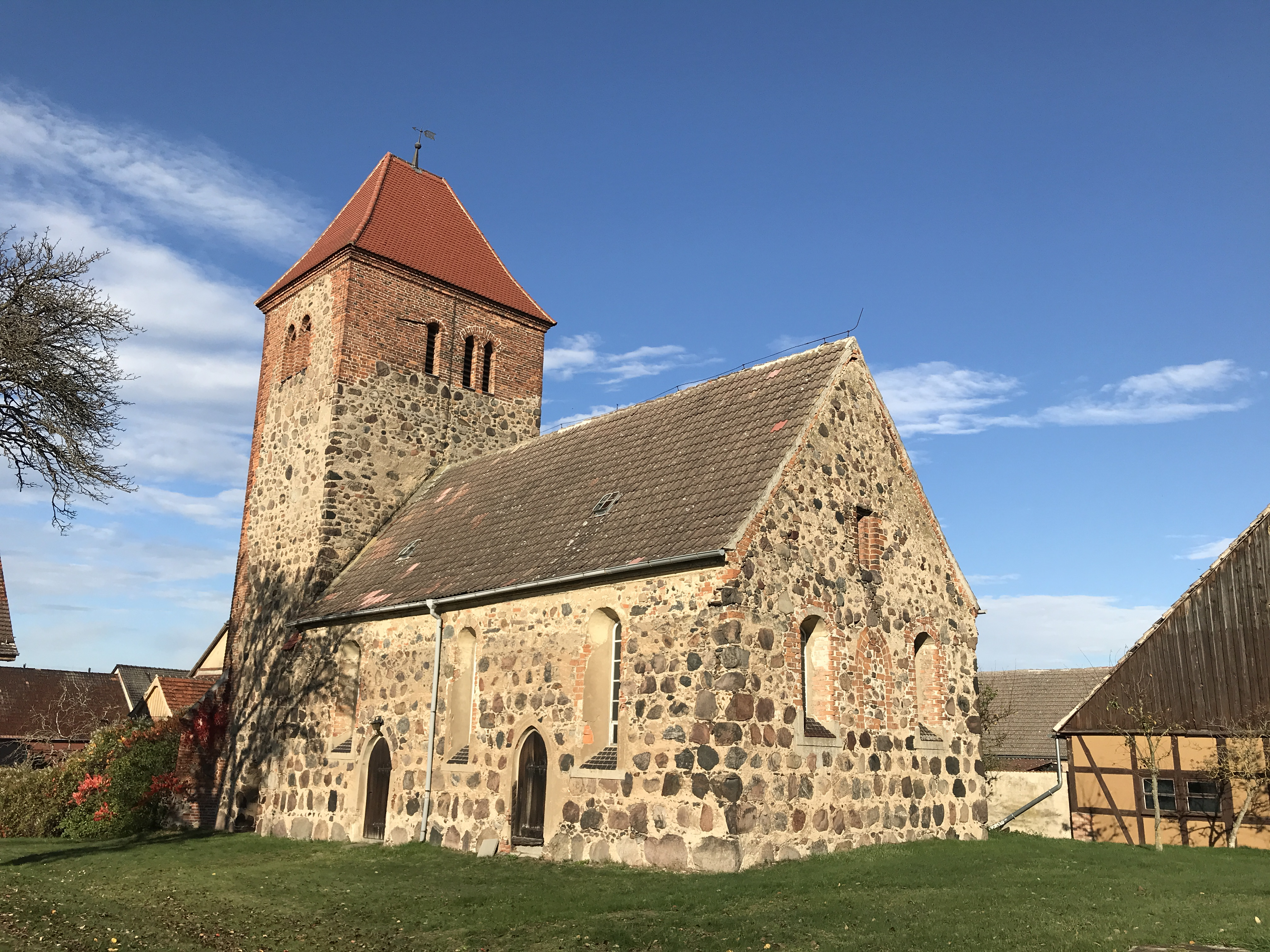
Dorfkirche Hohenseefeld

Die Ortslage Hohenseefeld war bereits im 12. Jahrhundert besiedelt und wurde 1368 erstmals als Seuelde urkundlich erwähnt. In dieser Zeit entstand im 13. Jahrhundert eine Dorfkirche. Bis 1388 zählten hoen Seinfeld und die Wüstung Wentdorf zur Herrschaft Dahme, kam dann aber für zwei Jahre in den unmittelbaren Besitz des Erzbistums, das im Jahr 1390 erneut die Herren von der Dahme mit dem Dorf belehnte. Im Jahr 1405 übernahm das Amt Dahme das Dorf „mit allem Recht und Kirchenpatronat“. Im Jahr 1459 wurde Hohenseefeld im Bistumsartikel der Mark Brandenburg genannt. Die Schreibweise änderte sich von czu hogenseyfeldt im Jahr 1466 auf Hohen Seefeldt/Jasorcz im Jahr 1579 zu Hohenseefeld im gemeinen Leben Hohenseele im Jahr 1817. In diesen Jahrhunderten gab es bis zu acht verschiedene Besitztümer, die im Folgenden aufgeführt werden und nach und nach an den Landesherren bzw. das Amt fielen. Der erste Anteil lag von vor 1446 bis 1568 bei der Familie Schilling und kam von 1568 bis 1621 an die Familie von Raschkau, die ihn 1621 an die Familie von Klitzing verkaufte, die ihn bis 1661 hielt. Es handelte sich um Hebungen von zwei Hufen, die 8 Malter Getreide ergaben (1446) bzw. zwei Höfe mit vier Hufen bzw. Hebungen, da diese im Jahr 1466 aus einem Hof 16 Scheffel Hafer, 6 Scheffel Roggen, 4 Scheffel Gerste und Geld gaben. Der zweite Hof erbrachte Einkünfte von ebenfalls 16 Scheffel Hafer, 6 Scheffel Roggen, 4 Scheffel Gerste und Geld. Ein zweiter Anteil lag vor 1446 bis 1478 bei der Familie von Thümen, kam 1478 bis 1485 an die Familie von Drandorf aus Wildenau und von dort erneut zur Familie von Thümen, die ihn 1522 an die Familie von Queiß weiterverkaufte. Sie verkauften den Anteil 1549 an die Familie von Brandenstein. Es handelte sich um Hebungen aus dem Krug, der 6 Scheffel Roggen und Geld zahlte (1446) bzw. Hebungen aus dem Grund (Geld) und eine Mühle, die 6 Scheffel Korn zahlte (1446). Ein vierter Anteil lag vor(?) 1466 bis 1499 bei den Gebrüdern Rohrbeck, Bürger aus Jüterbog, die ihn 1499 an den Jüterboger Bürger Gadegast verkauften. Von dort kam er 1569 an den Magister Knorr aus Wittenberg und seinen Bruder aus Halle, die ihn nur ein Jahr hielten. Dann übernahm bis vor 1608 der Jüterboger Bürger Müller den Anteil. Es handelte sich um Hebungen aus zwei Hufen, die jede 12 Scheffel Korn, 8 Scheffel Hafer, 4 Scheffel Gerste, Geld, 15 Gebinde Stroh und 1 1⁄2 Hühner zahlten. Den fünften Anteil besaß bis vor 1487 die Familie von Woltersdorf, die ihn an die Familie von Drauschwitz veräußerte. Von da kam er 1491 an den Dahmer Bürger Otte, dessen Nachkommen ihn 1601 an die von Löben weitergaben. Sie hielten den Anteil bis 1657 und verkauften ihn an die von Koseritz. Diese wiederum gaben ihn 1681 an die von Drandorf weiter, die ihn 1689 an die von Birckholz verkauften. Von 1714 waren die von Leipzig(er) bis nach 1797 die Eigentümer. Es handelte sich um Hebungen aus einem Gut, das aus 4 Hufen je 5 Scheffel Roggen und Hafer gaben (1466). Ein sechster Anteil lag bis 1528 bei der Familie Schilling, die ihn an die Familie Reinicke weitergab: Die Hebungen beliefen sich auf einmal 3 Scheffel Gerste und einmal 2 Scheffel (ohne Angabe) sowie Geld (1528). Den siebten Anteil besaßen bis 1654 die von Schlomachs. Es waren Hebungen von fünf Höfen, die einmal 10 Scheffel Roggen, 4 Scheffel Gerste, 4 Scheffel Hafer und viermal 4 Scheffel Roggen und 4 Scheffel Hafer gaben (1654). Der achte Anteil war bis 1662 möglicherweise nur im Pfandbesitz derer von Koseritz. Sie gaben ihn an die von Schlomach weiter, die ihn 1736 an die Frau von Kleist verkauften. Sie hielt ihn bis nach 1752; es waren Hebungen aus einem Hof mit zwei Hufen und Wiesen, die 16 Scheffel Roggen, 4 Scheffel Gerste, 16 Scheffel Hafer und Geld erbrachten. Nachdem in dieser Zeit lediglich ein Dorf (villa) erschien (1368, 1388), gab es 1466 auch eine Mühle sowie einen Krug.

### 16. Jahrhundert
Um 1500 zahlten die Einwohner 10 Schock zur Anlage an Abgaben. Im Jahr 1516 waren es 18 Rheinische Gulden (fl) zur Steuer und 1534 insgesamt 22 fl 15 Groschen (gr) 6 Pfennig (d) zum 50. Pfennig. Dem Pfarrer standen 1535 (und 1562) vier Pfarrhufen zu. Möglich ist jedoch, dass darin eventuell die Pfarrhufen des damals wüsten Nonnendorfs enthalten waren. Der Moller aus Hohenseefeld konnte im Jahr 153 vom Pfarrer als Illmersdorf den Pfarrhof bewirtschaften; musste ihm hierfür jedoch für die vier Hufen je 6 Scheffel Korn und Hafer bezahlen. Im Dorf lebten im Jahr 1551 insgesamt 18 Häusler und sechs Kossäten; 1562 waren es 27 Hauswirte (ebenso 1584). Sie zahlten 12 Taler 30 gr zum 70. Pfenning (1586). Der Pfarrer besaß nach wie vor vier Hufen Land (1562) und wurde dabei von einem Bauern auf Geheiß des Erzbischofs unterstützt. Von ihm erhielt er 1 Wispel Korn und 1 Wispel Hafer. Der Küster bekam 18 Scheffel Korn; die Kirche besaß zwei Hufen Acker auf einer wüsten Marke (vermutlich Nonnendorf). Dort wurden jährlich acht oder zehn Scheffel Korn ausgebracht. Außerdem besaß die Kirche eine Wiese, die als Gotteswiese bezeichnet wurde. Der Pfarrer in Dahme erhielt drei Mater Hafer (auch 1581). Das Amt Dahme erhielt in den Jahren 1595/1596 von den 19 Einwohner einmal 2 Taler, neunmal 12 Taler 12 gr, einmal 1 Taler, zweimal 13 gr 8 d, einmal 3 gr und fünfmal 2 gr 10 d.

### 17. Jahrhundert
Das Dorf war mittlerweile um 1600 auf 35 Hauswirte angewachsen. Es gab 1609 zwei Lehnleute, darunter den Schulzen 16 Ackerleute, neun Kossäten und zwei Einwohner. Um 1625 besaß der Lehnschulze vier Hufen. Ein Lehnbauer hatte zwei Hufen, sechs Dienst- und 10 Freibauern bewirtschafteten zusammen 34 Hufen. Die sieben Dienst- und Freikossäten besaßen jeder einen Garten; in Hohenseefeld gab es demnach 25 Familien. Im Dreißigjährigen Krieg wurde das Dorf verwüstet: Von den 15 Bauern und fünf Gärtnern waren drei Bauern und zwei Gärtnerhöfe wüst (1638). Zahlreiche Familien verließen den Ort, so dass 1646 nur noch sieben Bauern und zwei Gärtner übrig waren, die zum Teil abgebrannt waren. Bis 1653 hatte sich die Anzahl jedoch wieder auf 16 Hufner und fünf Gärtner erhöht; wüst waren nur noch zwei Hufner und zwei Gärtner. Im Jahr 1663 gab es 22 Familien, darunter eine Witwe, 20 Frauen, vier mündige Söhne, 33 unmündige Söhne, 30 unmündige Töchter, drei Stieftöchter, zwei Knechte, zwei Jungen und eine Magd. Im Folgejahr berichtete eine Statistik vom Lehnschulzen, einem Lehnbauern, zehn Dienstbauern, fünf Freibauern, fünf Gärtnern, davon waren ein Bauerngut und zwei Gärtner nach wie vor wüst. Dem Pfarrer stand in dieser Zeit kein Pfarrhaus mehr zur Verfügung (1665); er wohnte in Niederseefeld; sein Pfarrbesitz war verpachtet.

### 18. Jahrhundert
In Hohenseefeld gab es im Jahr 1722 insgesamt 22 Feuerstellen (=Haushalte), die von 18 Bauern und sieben Kossäten betrieben wurden; sie bewirtschafteten mittlerweile 40 Hufen. Im Dorf stand eine Windmühle und eine Erbschenke. Im Jahr 1746 waren es zwei Lehnleute (der Lehnschulze mit vier Hufen, einer mit zwei Hufen), 16 Bauern, sieben Kossäten und ein Häusler. Mehr als zwanzig Jahre später erschienen 1768 zwei Branntweinbrenner. Die beiden Müller hatten einen Gesellen, ebenso der Schmied. Außerdem gab es einen Schneider und einen Wagner. Hohenseefeld zählte 1777 insgesamt 26 angesessene Einwohner: 18 Hufner, sieben Kossäten und einen Häusler. Es gab fünf unbewohnte bzw. publike Häuser: ein Schulhaus, zwei Hirtenhäuser und zwei Windmühlen. Im Dorf lebten im Jahr 1792 zwei Vierhufner (darunter der Schulze), zwei Dreihufner, drei Zweidreiviertelhufner, zehn Zweieinhalbhunfer, ein Zweieinviertelhufner und zwei Kossäten (die jeder eine Hufe besaßen). Ein Kossät besaß 1⁄2 Hufe; weiterhin lebten im Dorf vier Kossäten, zwei Häusler. Zusammen mit der wüsten Feldmark Wentdorf war Hohenseefeld 52 Hufen groß.

### 19. Jahrhundert
Das benachbarte Dorf Niederseefeld wurde 1813 von französischen Truppen niedergebrannt. Nach dem Wiener Kongress kam Hohenseefeld 1815 an das Königreich Preußen, wo das Dorf im Landkreis Luckenwalde lag. Zu dieser Zeit lebten im dort zwei Meister, die zwei Windmühlen betrieben und einen Lehrling ausbildeten. Im Jahr 1816 wurde von einem Laufschmied und einem Erbkrüger berichtet. Kurz darauf hatten sich zwei Huf- und Waffenschmiede niedergelassen. Es gab zwei Getreidewindmühlen, eine Sägemühle, 25 Webstühle, einen Krug, einen Schankwirt und drei Brennereien. Im Dorf arbeiteten 21 männliche und 15 weibliche Dienstboten (1819). Im Jahr 1837 standen in Hohenseefeld mittlerweile 33 Wohnhäuser; es gab eine Bockwindmahl- und Schneidemühle. Hohenseefeld war im Jahr 1858 insgesamt 3667 Morgen Mg groß: 36 Mg Gehöfte, 3419 Mg Acker, 51 Mg Wiese, 30 Mg Weide, 131 Mg Wald. Auf dem Weg nach Herbersdorf entstand bis 1890 eine Ziegelei.

### 20. und 21. Jahrhundert
Zur Jahrhundertwende standen im 1209 Hektar (ha) großen Dorf 53 Häuser. Es gab zwei Altsitzer, einen Büdner, einen Gastwirt, einen Häusler, einen Handelsmann, 18 Hufner, fünf Kossäten, einen Lehrer, einen Müller und einen Schmiedemeister. Hohenseefeld wurde 1931 zur Landgemeinde mit 1209,1 ha Fläche, auf der 70 Wohnhäuser mit 94 Haushaltungen standen. Im Dorf gab es 1939 insgesamt 19 land- und forstwirtschaftliche Betriebe, die zwischen 20 und 100 ha groß waren. Fünf Betriebe waren zwischen 10 und 20 ha, neun zwischen 5 und 10 ha und 32 zwischen 0,5 und 5 ha groß.
Am 1. Juli 1950 wurde Niederseefeld mit Hohenseefeld zusammengelegt. 1950 war Hohenseefeld Haltepunkt der Jüterbog-Luckenwalder Kreiskleinbahnen, die Dahme mit Jüterbog und über einen Abzweig im Ort mit Luckenwalde verband. Am 25. Juli 1952 wurde die Gemeinde dem neu gebildeten Kreis Jüterbog im Bezirk Potsdam zugeordnet. Die Bauern des Dorfes gründeten 1954 eine LPG Typ III mit elf Mitgliedern und 184 ha Fläche. Sie wuchs auf 124 Mitglieder und 1018 ha Fläche im Jahr 1960 an, an die sich 1966 die LPG Typ I Niederseefeld anschloss und später zu einer LPG (T) überging. Es gab weiterhin eine LPG Typ I mit 31 Mitgliedern und 105 ha Fläche, die später ebenfalls an die LPG Typ III angeschlossen wurde. Eine weitere LPG Typ I besaß 32 Mitglieder und 147 ha Fläche, die 1967 zur LPG Typ III kam. Im Jahr 1977 gründete sich die LPG (Pf). Im Jahr 1983 gab es im Dorf eine LPG Sitz Illmersdorf mit Milchviehanlage Ihlow, die LPG (T) mit Stützpunkt Niederseefeld, die LPG (Pf) mit Kartoffelsortierplatz Nonnendorf, den Gartenbau Reinsdorf, Werkstatt Reinsdorf, die Gartenbaubrigade Wiepersdorf, ein Trockenwerk, die LPG-Gemeinschaftseinrichtung, eine VdgB (BHG) Werbig Außenstelle Hohenseefeld, einen VEB Süßmost- und Weinkellerei, eine ZBE Agrochemisches Zentrum mit Abteilung Technik Dahme sowie eine ZG Bauorganisation.
Nach der Wende lag Hohenseefeld im Landkreis Jüterbog in Brandenburg. Nach der Kreisreform in Brandenburg am 6. Dezember 1993 wurde Hohenseefeld schließlich dem neu gebildeten Landkreis Teltow-Fläming zugeordnet. Zum 1. August 2002 wurde Hohenseefeld in die Gemeinde Niederer Fläming eingemeindet. Seit dem 1. Januar 2018 gehört die Gemeinde Niederer Fläming dem Amt Dahme/Mark an.

## Bevölkerungsentwicklung
| 1875 | 309 | 1939 | 420 | 1981 | 567 | 2017 | 387 |
| 1890 | 315 | 1946 | 631 | 1985 | 587 | 2019 | 419 |
| 1910 | 418 | 1950 | 769 | 1989 | 618 |      |     |
| 1925 | 437 | 1964 | 599 | 1995 | 616 |      |     |
| 1933 | 426 | 1971 | 606 | 2001 | 536 |      |     |

## Kultur und Sehenswürdigkeiten
- Die Dorfkirche Hohenseefeld ist eine Feldsteinkirche aus dem 13. Jahrhundert. Neben einem Kanzelaltar aus dem 19. Jahrhundert befindet sich im Bauwerk eine Fünte aus dem 17. Jahrhundert.
- Die Flaeming-Skate führt durch den Ort.